# مطثية مخمرة للسليولوز
مطثية مخمرة للسليولوز (الاسم العلمي: Clostridium cellulofermentans) هي نوع من البكتيريا تتبع جنس المطثية من فصيلة نظيرات المطثية.

## روابط خارجية
- ITIS - Catalogo delle specie